# Hof ter Musschen
 (août 2025).
Ferme des moineaux
L'Hof-ter-Musschen ou la ferme des moineaux, est une ancienne ferme de style brabançon située dans la commune de Woluwe-Saint-Lambert à Bruxelles en Belgique. Elle est entourée d'un site semi-naturel de 10 ha.

## Histoire
Littéralement ferme des moineaux, l'Hof ter Musschen est une relique du paysage rural branbançon d'autrefois.
La ferme et les dernières terres qui l'entouraient encore après l'implantation de l'hôpital Saint-Luc et des facultés de l'Université Catholique de Louvain (UCL) qui y sont apparentées, ont été rachetées en 1965 par la commune de Woluwe-Saint-Lambert à condition de garantir le maintien de l'ultime exploitant, héritier d'une longue lignée, Florent Draeck. Son élevage de chevaux de trait était réputé.
Fait exceptionnel, l'Hof ter Musschen ne semble jamais avoir été une propriété religieuse. Tenure relevant de la seigneurerie de Woluwe, elle passe au cours des deux derniers siècles entre les mains du prince de Ligne et du comte d'Oultremont, des familles Du Pré et Morren, avant d'aboutir dans le patrimoine de la commune de Woluwe-Saint-Lambert dans le cadre d'un échange avec l'UCL.
Le domaine cultivé s'étendait sur 50 hectares et recouvrait tout le site de Louvain-en-Woluwe. Il était partagé entre champs de céréales en haut de la vallée et prairies d'élevage au bord de la rivière. Des bovins et, ensuite, des chevaux y ont été élevés très longtemps par la famille Draeck dont un des fils, prénommé Henri, deviendra échevin puis bourgmestre de la commune de Woluwe-Saint-Lambert de 1864 à 1874. Révélateur de l'importance rurale de la commune à cette époque, le fait qu'un fermier devienne bourgmestre n'avait rien d'exceptionnel.

## Un paysage brabançon de vallée humide
Le site classé, est constitué de marais, de prés humides et d'une peupleraie qui entourent l'ancienne ferme. Sur une étendue de deux hectares dans les alluvions de la Woluwe, le marais offre un bel échantillonnage d'espèces végétales caractéristiques. Il a pris la place de trois étangs comblés et convertis en prairies pendant la première moitié du XIXe siècle.
Malgré le barrage naturel de la rivière et du marais ou les clôtures des prairies, il est possible de faire le tour du site à condition d'être équipé de bottes. La promenade commencera de préférence par l'étroit sentier qui longe la Woluwe au carrefour du boulevard de la Woluwe et de l'avenue Chapelle-aux-Champs.

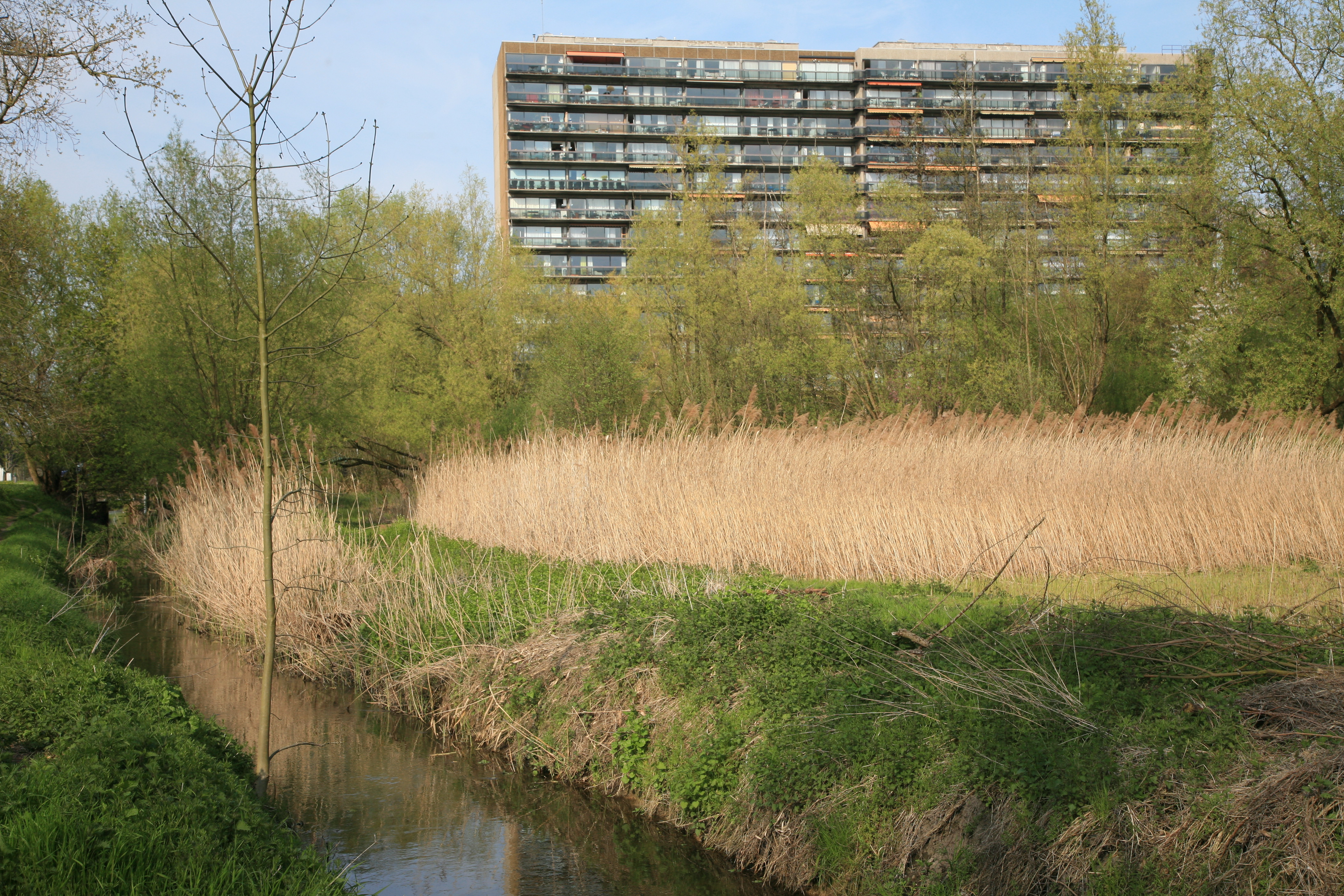
Hof ter Musschen, marais et roselière le long de la Woluwe

Au bord de la Woluwe, on trouve un groupement à petite berce et à populage des marais. Ensuite, une prairie haute à glycérie aquatique, une magnocariçaie et une aulnaie marécageuse à laîche des marais, une prairie rase à fétuque rouge. Des saules taillés en têtard délimitent les prés. On dénombre quelque 150 espèces végétales et une avifaune intéressante (faucon crécerelle, rousserolle verderolle, bergeronnette des ruisseaux).
On quitte la Woluwe à hauteur de l'avenue Hippocrate que l'on emprunte en montant vers la droite. Les mieux équipés enjamberont la barrière en bois située sur la droite pour contourner la ferme par derrière. Juste après le logis, un sentier permet de rejoindre à droite un petit observatoire qui donne une vue d'ensemble sur la zone marécageuse. En revenant sur ses pas, le promeneur remontera vers la droite, dans un sous-bois, passera sur la gauche entre la ferme et un pré humide et débouchera sur l'avenue Emmanuel Mounier qu'il remontera ensuite vers le moulin.

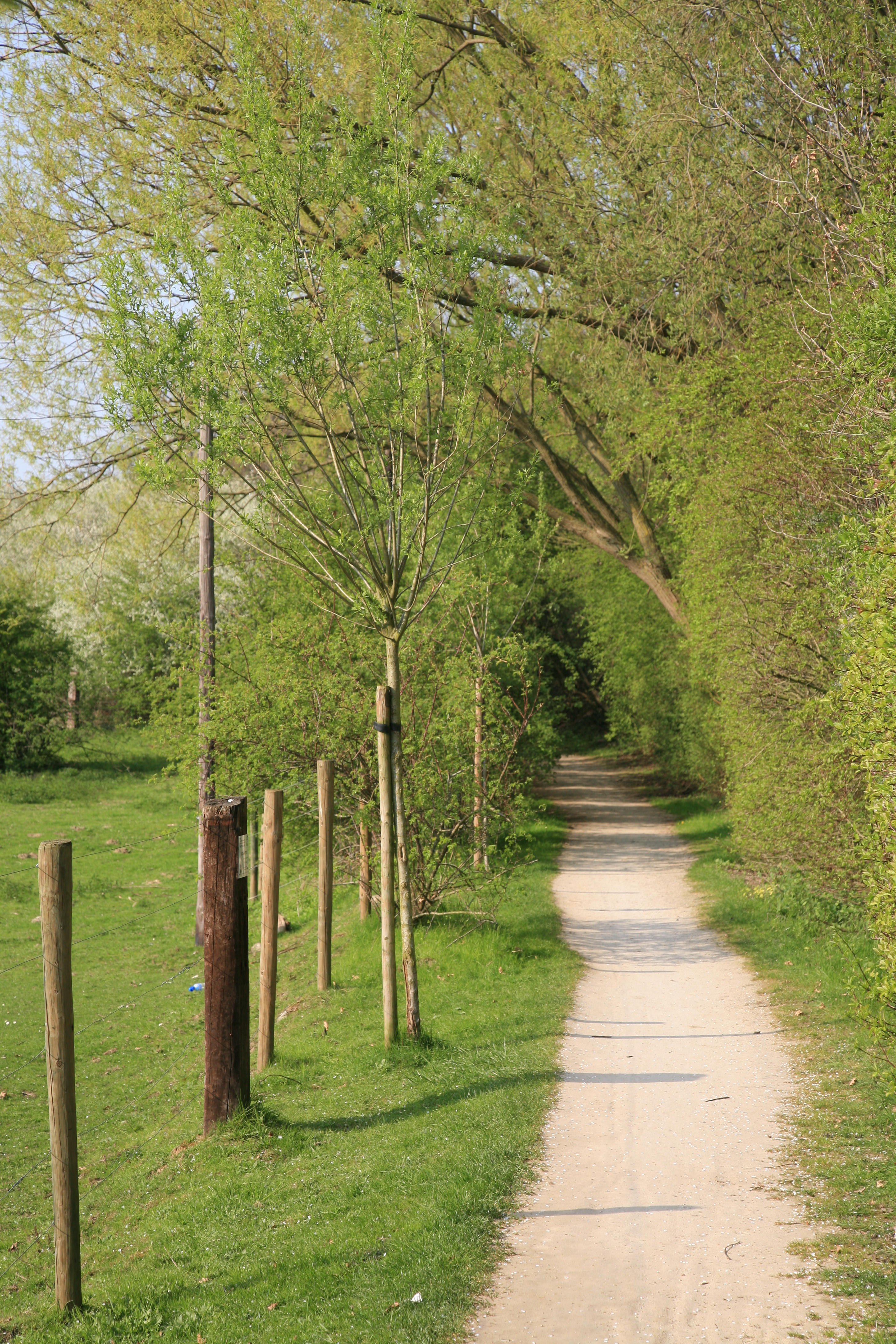
Chemin creux

Le chemin creux pavé qui part à gauche du moulin, avenue Emmanuel Mounier, permet de rejoindre en ligne droite l'avenue Chapelle-aux-Champs. C'est la drève Hof ter Musschen, dont l'existence est attestée depuis le XVIIIe siècle. Bordée d'aubépines, charmes, prunelliers et sureaux, elle s'ouvre, à droite, sur les prairies humides où paissent quelques chevaux et conduit à l'ancienne ferme Van den Bosch, transformée en habitation après avoir servi à la culture maraîchère et abrité un manège à chevaux.
Au carrefour, un étroit sentier bordé de saules têtards se faufile entre deux prairies clôturées. Après avoir gravi quelques marches et traversé une prairie, on entre dans la peupleraie, dont la haute futaie vieillissante s'agite au moindre souffle de vent, pour déboucher face à l'école Singelijn. Il va de soi que ce parcours peut aisément être fait en sens inverse.

## Quelques édifices et monuments

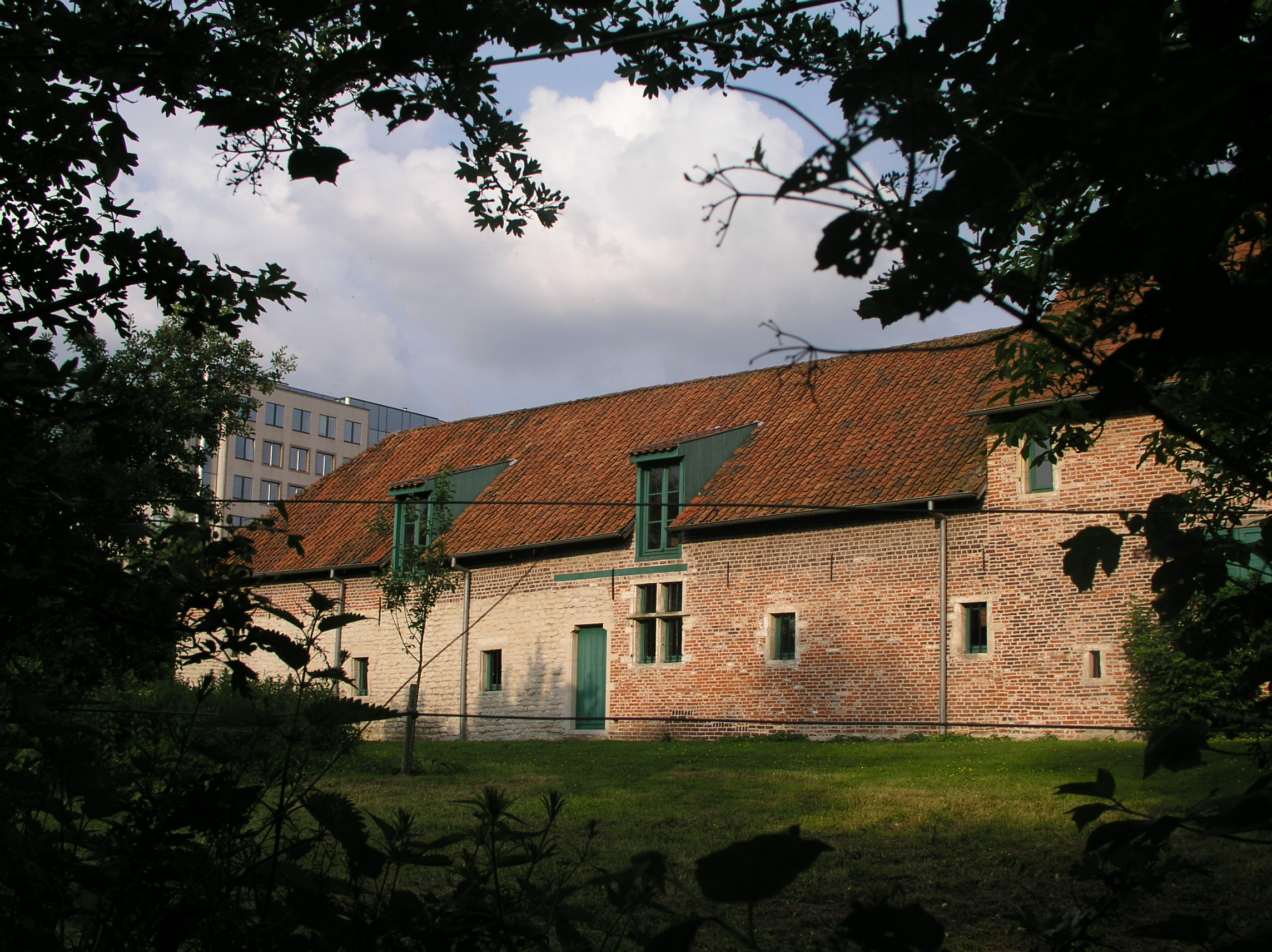
Hof ter Musschen, aile ouest

- Hof ter Musschen (avenue Emmanuel Mounier, 2)[3] : la ferme a été construite en plusieurs étapes sur les ruines d'une première construction du XVe siècle dont une cheminée gothique témoigne encore de l'existence. L'ancienne cuisine date du siècle suivant tandis que le corps de logis à étage et la grange remontent à 1740. Enfin, l'aile sud, abritant la porcherie et les écuries, date de 1898. Sa construction a permis de refermer la cour. L'exploitation, qui comprenait encore 35 ha à la veille de l'aménagement du boulevard de la Woluwe, a été tenue pendant près d'un siècle et demi par la famille Draeck. Restaurée en 1994 par la défunte compagnie aérienne belge, la Sabena, pour en faire son siège social, la ferme abritait une salle de réception et des salles de réunions.

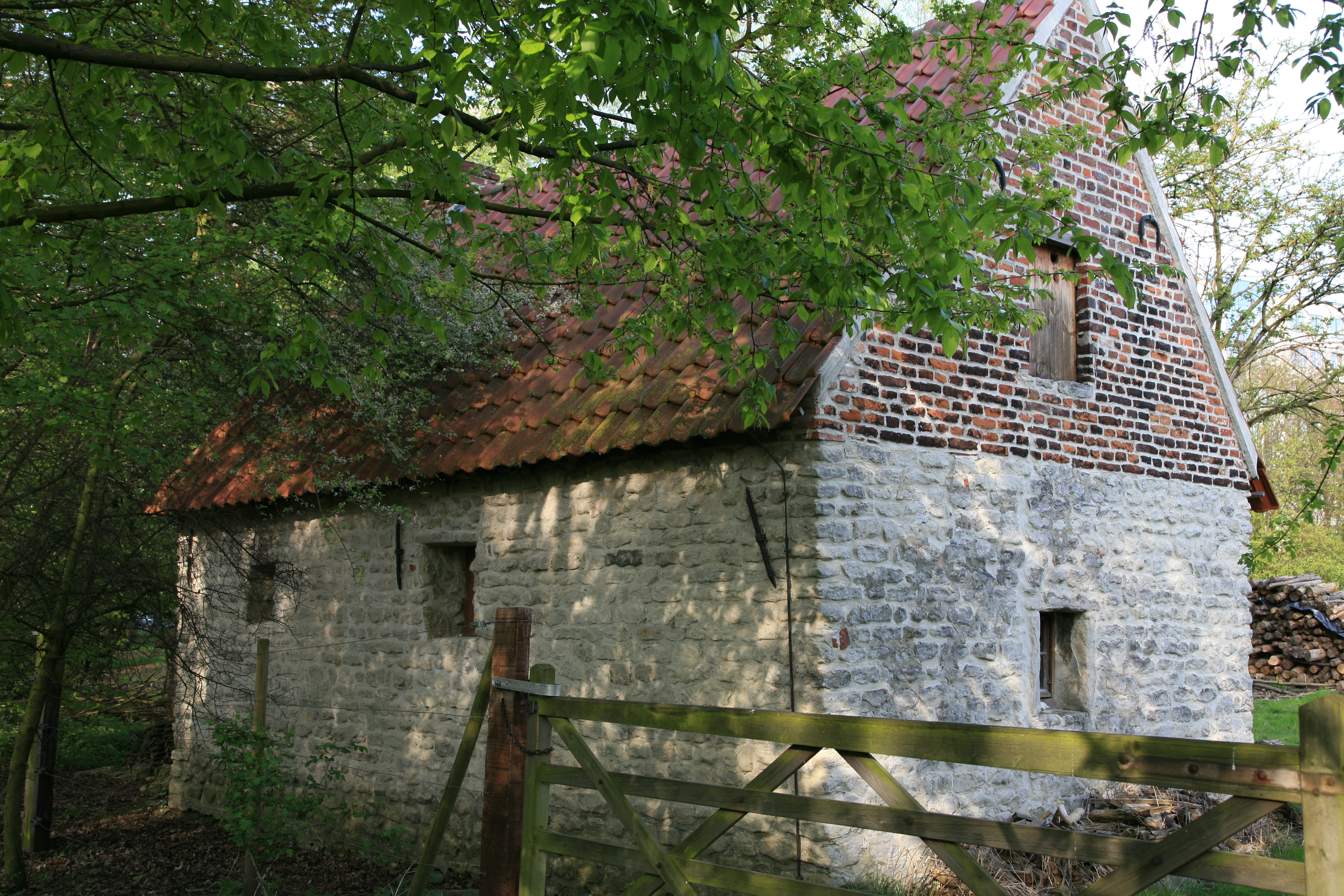
Hof ter Musschen, four à pain

- Le petit fournil attenant a été sauvé de la ruine grâce à la CEBE (Commission de l'environnement de Bruxelles-Est) et retapé entre 2004 et 2007. Un atelier de boulangerie traditionnelle, ouvert au public, y fonctionne tous les premiers dimanches du mois entre avril et octobre.

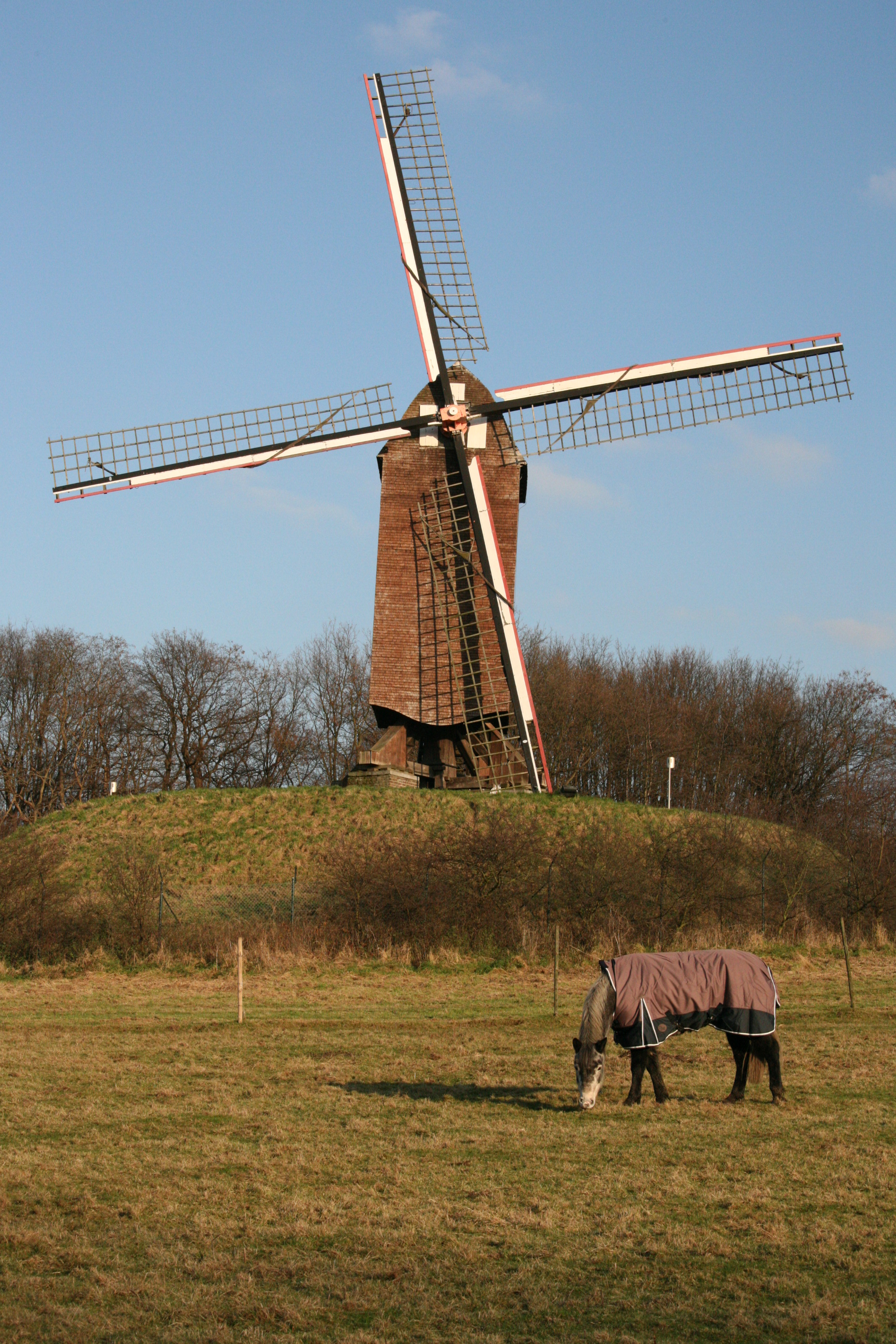
Moulin à vent

- Moulin à vent (avenue Emmanuel Mounier, 8) : contrairement à la légende, aucun moulin à vent n'a jamais existé sur les bords de la Woluwe. Le moulin de l'Hof ter Musschen a en fait été construit en 1767 à Esplechin, près de Tournai. Dans les années 1920, alors qu'on envisageait de le démolir, un pédiatre, le docteur Raoul Duthoit, le rachète, le fait restaurer et l'installe à proximité du préventorium pour enfants tuberculeux qu'il a fondé à Arc-Ainières. En 1960, sa famille l'offre à la commune de Woluwe-Saint-Lambert qui le reconstruit sur les bords de la Woluwe, dans le cadre d'une remise en valeur de la vallée suite au percement du boulevard. Le site se révèle peu approprié et le moulin est incendié le 7 février 1980 pour des raisons non élucidées à ce jour. En 1988, la commune le reconstruit sur un promontoire près de l'Hof ter Musschen. Il est entouré d'une prairie fauchée, clôturée et équipée d'une aire de repos.